# آلبرت رز
آلبرت رز (به انگلیسی: Albert Rose) متولد ۱۹۱۰، فیزیکدان و مهندس سیستم‌های تصویری و مخترع آمریکایی شرکت آر سی ای بود.
او دارای دکترای فیزیک از دانشگاه کرنل بود. معیار رز به افتخار او نامگذاری شده.
او ۴۰ اختراع به نام خود به ثبت رسانید. از میان جوایز او می‌توان به مدال طلای ادیسون IEEE سال ۱۹۷۹ اشاره کرد.
برخی منابع او را پایه‌گذار سیستم‌های تصویری الکترونیکی دانسته اند، و برخی منابع او را «پدر تصویرگیری الکترونیکی» (به انگلیسی: father of electronic imaging) نامیده‌اند.
او در ۱۹۹۰ درگذشت.